# Erwin Sellering
Erwin Sellering (ur. 18 października 1949 w Sprockhövel) – niemiecki polityk i prawnik, działacz Socjaldemokratycznej Partii Niemiec (SPD), w latach 2008–2017 premier Meklemburgii-Pomorza Przedniego.

## Życiorys
Ukończył szkołę średnią w Hattingen. Następnie odbył studia prawnicze na uniwersytetach w Heidelbergu, Bochum i Münsterze. W 1975 i 1978 zdał państwowe egzaminy prawnicze I oraz II stopnia. Od 1978 związany z sądownictwem administracyjnym, m.in. orzekał w sądach administracyjnych w Schwerinie i Greifswaldzie, gdzie pełnił funkcję wiceprzewodniczącego.
W 1994 wstąpił do Socjaldemokratycznej Partii Niemiec, a w 1996 wszedł w skład krajowych władz partii w Meklemburgii-Pomorzu Przednim. W latach 1998–2000 był sekretarzem stanu w kancelarii premiera tego kraju związkowego. Następnie w rządzie regionalnym pełnił funkcje ministra sprawiedliwości (2000–2006) oraz ministra spraw społecznych (2006–2008). W 2003 został wiceprzewodniczącym SPD w Meklemburgii-Pomorzu Przednim, zaś w 2007 stanął na czele tego ugrupowania. Od 2002 wybierany na posła do landtagu.
6 października 2008, po uprzedniej rezygnacji Haralda Ringstorffa, został nowym premierem Meklemburgii-Pomorza Przedniego. Reelekcję uzyskiwał po wyborach w 2011 i 2016, odnawiając każdorazowo koalicję SPD z CDU.
30 maja 2017 zapowiedział odejście z urzędu z uwagi na zdiagnozowaną u niego chorobę nowotworową. 4 lipca 2017 zastąpiła go Manuela Schwesig.
Został odznaczony rosyjskim Orderem Przyjaźni; odznaczenie zwrócił wkrótce po inwazji Rosji na Ukrainę z 24 lutego 2022.